# نبض

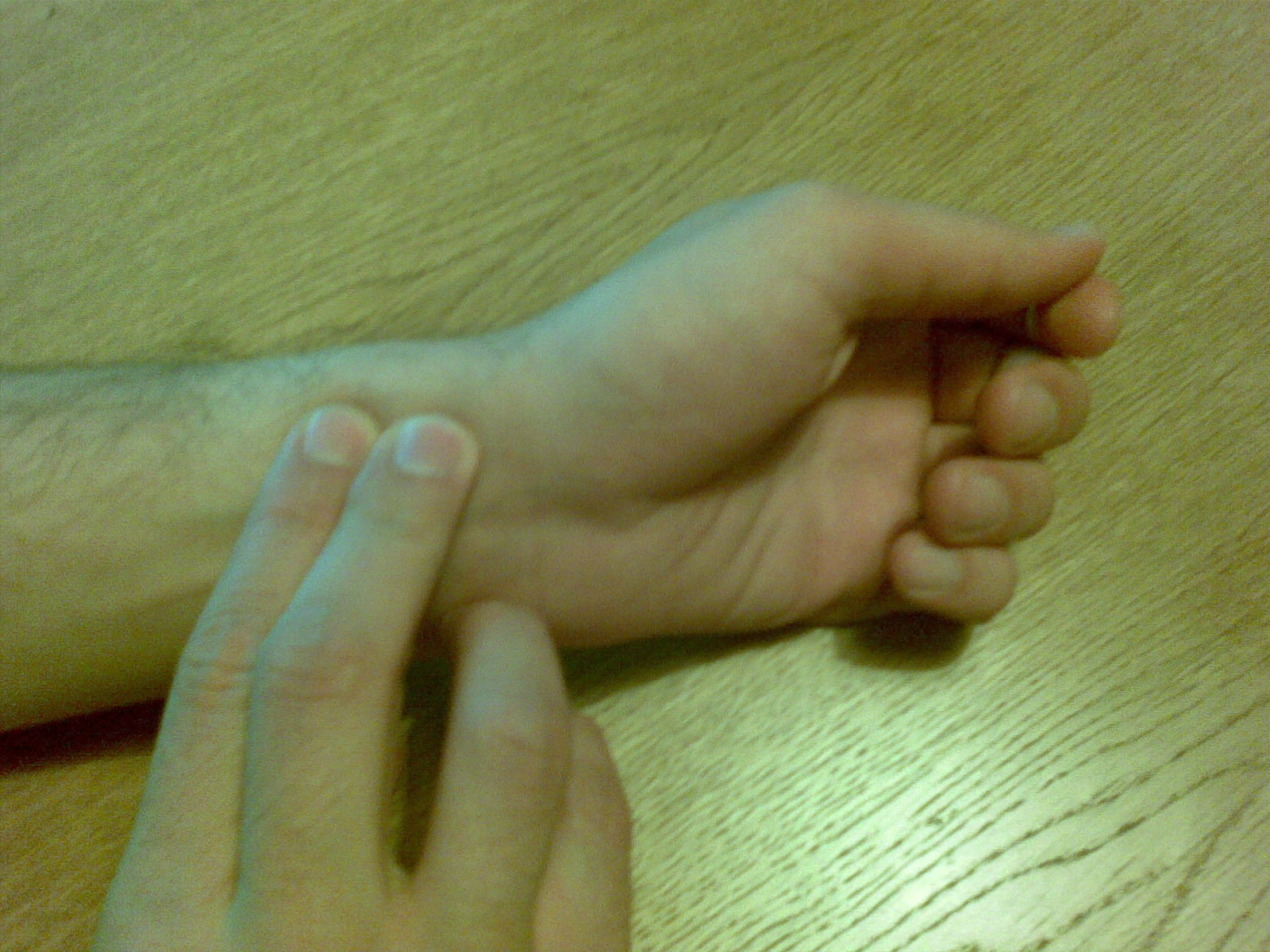
قياس نبض الشريان الكُعبُري في منطقة المعصم.

نبض القلب هو الموجة المتولدة في الشرايين نتيجة انقباض القلب، وهو ما يُدعى دقات القلب. يمكن إحساس النبض عبر تحسس الشرايين الكبيرة في جسم الإنسان في مناطق قربها من سطح جسم الإنسان مثل العنق والمعصم.

## أصل الكلمة
كلمة نَبَضَ تعني تحرك في مكانه وهي تشير إلى حركة العروق في الحيوان.

## معدل النبض في الإنسان
| المرحلة العمرية | معدل النبض |
| --------------- | ---------- |
| الجنين          | 150 /دقيقة |
| الرضيع          | 130 /دقيقة |
| الطفل           | 100 /دقيقة |
| الشباب          | 70 /دقيقة  |
| الشيخوخة        | 60 /دقيقة  |

يتفاوت معدل نبض قلب الإنسان بحسب عمره والحالة التي يكون عليها، ففي الطفولة يكون معدل النبض عالياً ويقل مع تقدم العمر. كما يختلف معدل النبض بحسب حاجة الجسم والحالة النفسية، ففي ساعات الحركة والنشاط يزيد نبض الإنسان، بينما يكون نبضه في فترات الهدوء منخفضاً، الجدول إلى اليسار يوضح معدل النبض في الراحة.
أثناء النشاط الرياضي يرتفع معدل النبض بحسب الجهد المبذول، ويختلف الحد الأعلى للنبض أثناء ممارسة الرياضة بحسب العمر، حيث يمكن تقديره بحسب المعادلة التالية:
الحد الأعلى للنبض = 220 - العمر (بالسنوات)
يفيد حساب الحد الأعلى للنبض في تقدير التمارين الرياضية، حيث أن هناك صيغاً متعددة لتمارين القلب واللياقة تعتمد على التمرين بحيث يرتفع معدل النبض ليصل 70-85% من الحد الأعلى للنبض، بحسب نوع التمرين والهدف منه.

## قياس النبض
معدل ضربات القلب أثناء الراحة (معدل ضربات القلب (HR) عند معدل ضربات القلب أثناء الراحة (RHR)) هو 50 إلى 100 نبضة في الدقيقة في شخص بالغ يتمتع بصحة جيدة. في بعض الأحيان يكون النبض المحسوس المحيطي أبطأ من معدل ضربات القلب في مخطط كهربية القلب. من الأفضل قياس معدل ضربات القلب أثناء الراحة في الصباح بعد الاستيقاظ وقبل الاستيقاظ.
عادة ما يكون معدل ضربات القلب أثناء الراحة للرياضي المدرب ما بين 32 و 45 نبضة في الدقيقة. نادرًا ما يكون معدل ضربات القلب أثناء الراحة أقل من 30 نبضة في الدقيقة. حجم الرئة لهؤلاء الرياضيين عادةً تكون كبيرة.

### جس النبض
أسهل طريقة لقياس النبض تتم عن طريق جَس النبض وذلك بوضع الأصابع (السبابة والوسطى) على أحد الشرايين وتعداد النبض في الدقيقة الواحدة. أشهر الشرايين في القياس:
| الشريان الكعبري | الشريان السباتي | الشريان الفخذي |
|                 |                 |                |

يفضل تجنب استخدام الإبهام في جس النبض، وذلك لأن الإبهام يحوي على شريان في باطنه، مما يؤدي إلى حدوث خطأ في القياس، فيقوم الجاس بعدّ نبضه هو بدل نبض المريض.

### أجهزة قياس النبض
هناك عدد من الأجهزة التي تستخدم في قياس النبض منها:

#### مقياس التأكسج النبضي

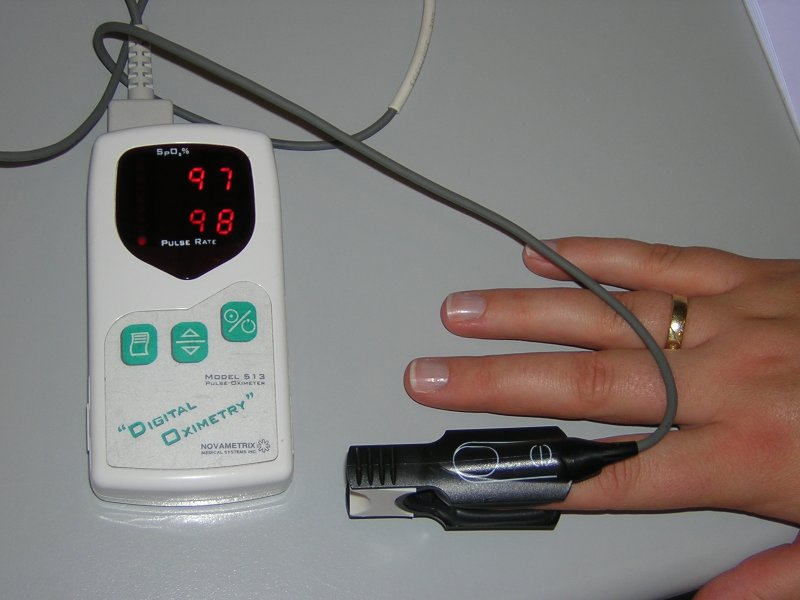
مقياس التأكسج النبضي

مقياس التأكسج النبضي (بالإنجليزية: Pulse oximeter)‏، وهو جهاز يعمل على قياس النبض من خلال قياس التغير الذي يصيب موجات الضوء عند مرورها بالجلد بحسب درجة التأكسج مع كل نبضة، فهذا الجهاز قادر على قياس أمرين الأول معدل النبض، والثاني نسبة التأكسج. يستخدم هذا الجهاز في وحدة العناية الفائقة أو أثناء العمليات، أو في حالات الطوارئ،... الخ.

#### أجهزة قياس ضغط الدم

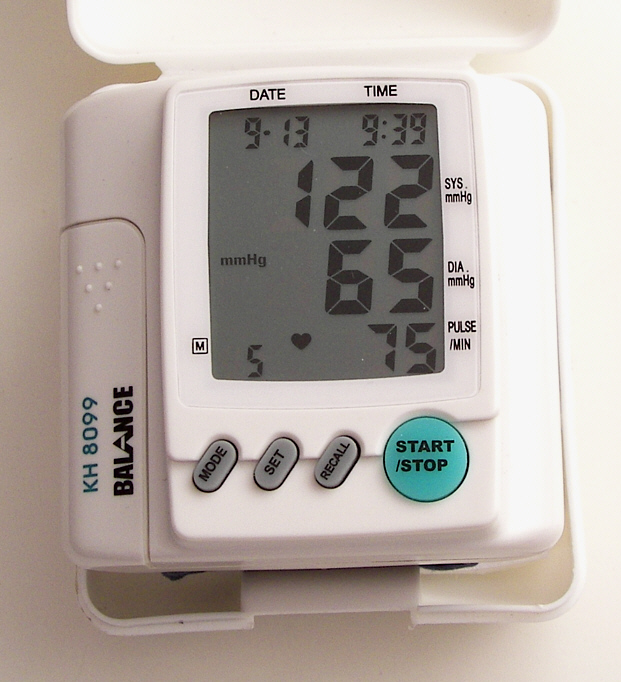
شاشة جهاز قياس ضغط الدم، في هذا المثال فإن ضغط الدم == 122/65 ومعدل النبض == 75 في الدقيقة

أجهزة قياس ضغط الدم الحديثة وبخاصة الإلكترونية تقوم بالعادة بقياس النبض إلى جانب قياسها ضغط الدم، حيث يظهر مقدار معدل النبض كرقم ثالث يلي قيمتي الضغط الانقباضي والانبساطي. مثال ذلك 120/60 مليمتر زئبق و80 في الدقيقة، حيث 80 هو معدل النبض في هذا المثال يعني 80 دقة قلب في الدقيقة الواحدة. كثير من هذه الأجهزة تعطي إشارة صوتية لكل نبضة أثناء القياس، وذلك لتعطي فرصة في تقدير كون النبض منتظماً أو غير منتظم.

#### ساعات قياس النبض

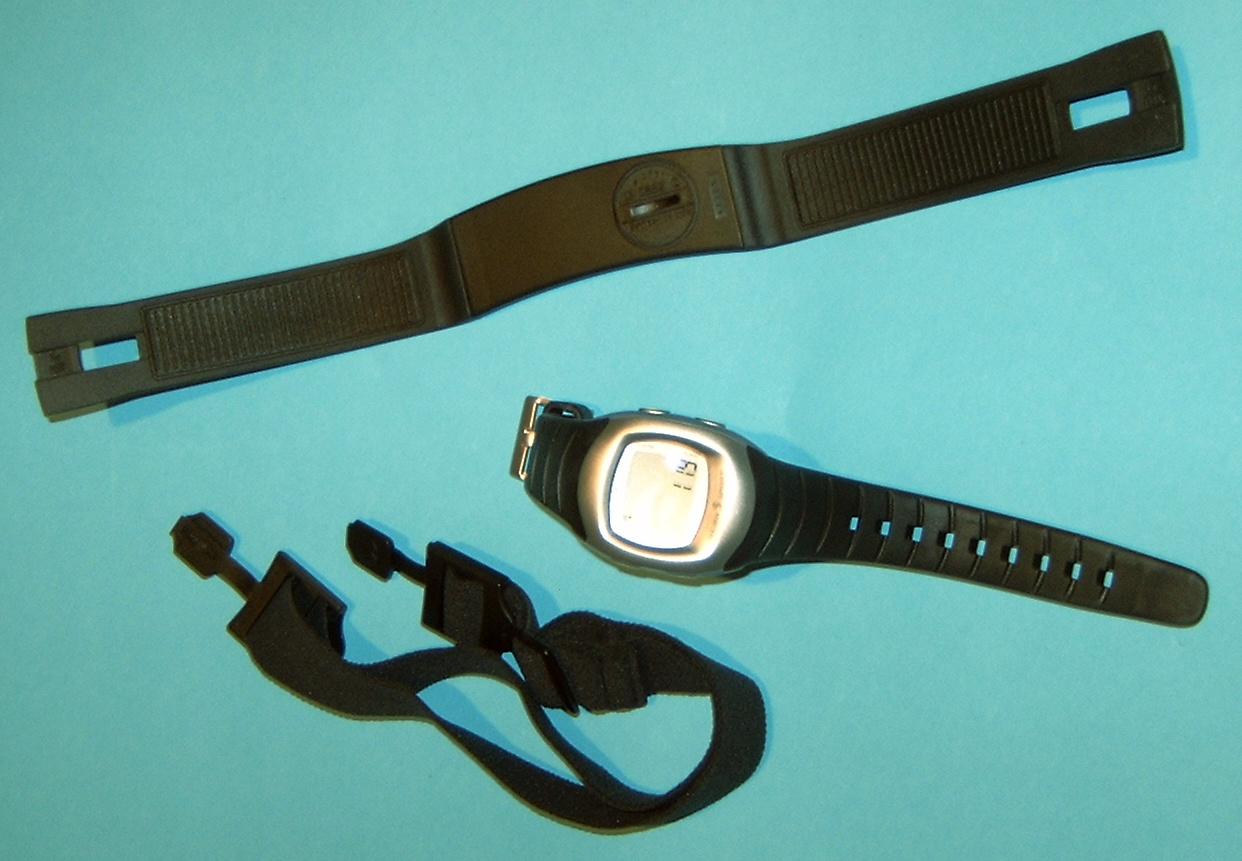
ساعة قياس النبض مع حزام الصدر بجزئيه المطاطي والمجس.

لغايات الرياضة وتمارين اللياقة تم اختراع ساعات لليد تعطي قياساً لنبض الإنسان عن طريق قياس مخطط القلب الكهربائي وذلك بشكل مستمر أثناء التمارين الرياضية. تتكون هذه الساعة من جزئين: الأول وهو المجس الذي يأتي على شكل حزام يوضع على الصدر من الأمام بجهة القلب يقوم بجس مخطط القلب الكهربائي ومن ثم حساب نبض القلب، ويرسل بيانات النبض عبر الأثير إلى ساعة النبض، ويثبت المجس عن طريق حزام مطاطي حول الصدر. والثاني على شكل ساعة يد تقوم بدور المستقبل للشارات التي يبثها حزام المجس، ويظهرها على الشاشة، كما يمكن تعديل الساعة لتنبه الرياضي إذا ماتجاوز النبض حدوداً معينة.

## اعتلالات النبض
للنبض خصائص ثلاث رئيسية هي:
1. سرعة النبض أو معدله في الدقيقة.
2. انتظام النبض.
3. قوة النبض.

كل هذه الخواص يمكن أن تعاني من اعتلالات متعددة تدل على خلل عضوي معين، بشكل عام فإن اعتلالات النبض قد تشير إلى اضطراب النظم القلبي، أو اختلالات في الدورة الدموية.

## اعتلالات سرعة النبض
بشكل عام، تختلف سرعة النبض حسب اختلاف الجهد المبذول وحاجة الجسم للطاقة والأكسجين، فأثناء الرياضة لا بد أن يستجيب القلب بزيادة سرعته، وهو ما يُلاحظ من ازدياد معدل نبض القلب، كما أن حالات القلق النفسي، أو الخوف أو الانفعال الشديد تؤدي جميعها إلى زيادة في معدل نبض القلب. هذه الزيادة تعتبر طبيعية وليس لها مدلول مرضي.
زيادة معدل النبض وتسارعه قد تكون عرضاً لأمراضٍ أخرى، فالحمّى تسبب ارتفاعاً في معدل النبض، كذلك يرتفع معدل النبض في حالات الصدمة وفي حالات الاضطرابات الهرمونية، وغيرها من الاضطرابات والأمراض.
في بعض حالات اضطراب النظم القلبي، فإن الزيادة في النبض تكون غير متلائمة مع حاجة الجسم، كمثل تسارع النبض في فترة الراحة الجسمانية والعقلية والنفسية وبدون وجود أي منبهات خارجية أو داخلية، هذه الحالة تسمى بتسرع قلب.
والعكس ينطبق أيضاً في حالات تباطؤ النبض، حيث يُعتبر التباطؤ مادون 50/د إشارة إلى تباطؤ القلب، وهذه الحالة قد ترافقها أعراض مثل الخمول والدوخة وغيرها، وقد يكون التباطؤ بدون أي أعراض وبخاصة عند المسنِّين. يستثنى من هذا التباطؤ النبض البطيء عند الرياضيين حيث يمكن أن يكون معدل النبض أقل بقليل من 50/د دون أن يكون لذلك أي معنى مرضي عند الرياضيين.

## اعتلالات انتظام النبض
يمكن تشبيه النبض القلبي بدقات الساعة من ناحية الانتظام، ولكن في بعض الحالات فإن اختلالات تصيب هذا الانتظام، مما يؤدي إلى اضطراب في نَظمة النبض القلبي، هذه الاضطرابات غالباً ماتكون ناجمة عن اضطراب النظم القلبي، وهي أنواع كثيرة ومتعددة، ولايمكن الحكم عليها إلا عن طريق فحوصات القلب مثل تخطيط القلب الكهربائي. أما من ناحية جدية هذه الاضطرابات فهي تتفاوت بين تلك التي لا تشكل أي خطورة على الشخص مثل خوارج الانقباض ومنها ماتشكل حالات مرضية تحتاج إلى علاج ما.

## تغيرات قوة النبض
استعان القدماء بقوة النبض بمعرفة الكثير عن الحالة الصحية للمرضى (راجع تعريف النبض في لسان العرب)، وذلك ناجم عن كون ارتفاع موجة النبضة القلبية دالٌ على ضغط الدم كما هو دالٌ على قوة الدورة الدموية، ولكن هذه المعرفة قد أخذت بالاندثار مع اختراع أجهزة قياس ضغط الدم، والتي أصبحت تُعطي وصفاً أدق للدورة الدموية، إلا أن هناك الكثير من المعلومات التي يمكن اشتقاقها من نبض الإنسان وبخاصة في حالات عدم توفر أجهزة لقياس ضغط الدم، وعدم تواجد السماعات الطبية، فيمكن تشخيص تضيقات بعض الصمامات القلبية، أو تضيقات بعض الشرايين عن طريق تحسس النبض.